# Catochrysops insularis
Catochrysops insularis är en fjärilsart som beskrevs av Swinhoe 1916. Catochrysops insularis ingår i släktet Catochrysops och familjen juvelvingar. Inga underarter finns listade i Catalogue of Life.